# Mukesh Kumar
Mukesh Kumar (ur. 30 grudnia 1973) – Indyjski zapaśnik walczący w stylu wolnym. Zajął jedenaste miejsce na mistrzostwach świata w 1998. Piąty na igrzyskach azjatyckich w 1998. Czwarty na mistrzostwach Azji w 1999. Mistrz Wspólnoty Narodów w 1991, a także Igrzysk Azji Południowej w 1999 roku.